# Эль-Акуладеро

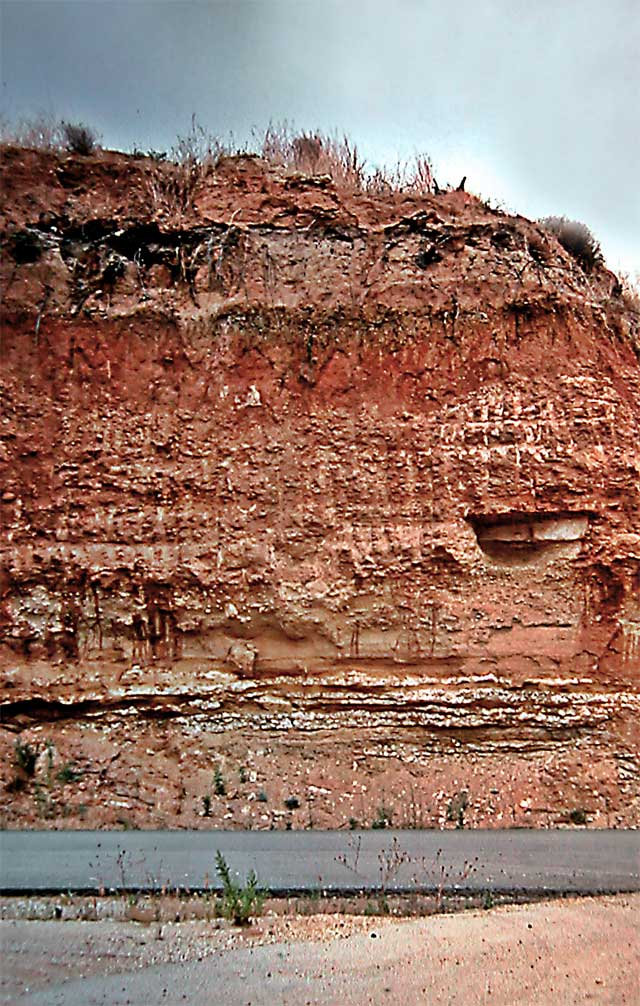
Стратиграфия Эль-Акуладеро

Эль-Акуладеро (исп. El Aculadero) — археологический памятник в Эль-Пуэрто-де-Санта-Мария. Раскопки проводились в 1970—1980-х гг. Здесь обнаружены многочисленные артефакты эпохи нижнего архаического палеолита, относящиеся к преашёльской культуре булыжников — единственные материалы, относящиеся к населению долины Гуадалете той доисторической эпохи.